# Saint-Amand-des-Hautes-Terres
Pour les articles homonymes, voir Saint-Amand.
Saint-Amand-des-Hautes-Terres est une ancienne commune française, située dans le département de l'Eure en région Normandie, devenue le 1er janvier 2016 une commune déléguée au sein de la commune nouvelle d'Amfreville-Saint-Amand.

## Géographie

### Hydrographie
L'Oison prend sa source sur le territoire de la commune.

## Toponymie
La localité est attestée sous les formes Sanctus Amandus de Sauxeio ou Sauxtio (reg. Phil. Aug.) et Sanctus Amandus en 1212, Sanctus Amandus prope Beccum Thomæ en 1261 (cartulaire du Bec), Saint Amand des Haultes Terres en 1605 (notariat du Neubourg), Saint Amand des Hautes Terres en 1793.
Saint-Amand est un hagiotoponyme, il doit son origine à une abbaye de Bénédictins fondée en 639 par Saint Amand, évêque de Maastricht.
Les Hautes-Terres, dénomination ancienne comprenant une partie de la paroisse de Saint-Amand-des-Hautes-Terres et une assez grande étendue du territoire de Saint-Pierre-du-Bosguerard.

La commune est située à une altitude moyenne de 120m.

## Politique et administration
| Période                                  | Période    | Identité      | Étiquette | Qualité                    |
| ---------------------------------------- | ---------- | ------------- | --------- | -------------------------- |
| Les données manquantes sont à compléter. |            |               |           |                            |
| mars 2001                                | mars 2008  | Roger Breton  |           |                            |
| mars 2008                                | 31/12/2015 | Fabien Artaud | DVD       | Retraité Fonction publique |

## Démographie
L'évolution du nombre d'habitants est connue à travers les recensements de la population effectués dans la commune depuis 1793. À partir du 1er janvier 2009, les populations légales des communes sont publiées annuellement dans le cadre d'un recensement qui repose désormais sur une collecte d'information annuelle, concernant successivement tous les territoires communaux au cours d'une période de cinq ans. 
Pour les communes de moins de 10 000 habitants, une enquête de recensement portant sur toute la population est réalisée tous les cinq ans, les populations légales des années intermédiaires étant quant à elles estimées par interpolation ou extrapolation. Pour la commune, le premier recensement exhaustif entrant dans le cadre du nouveau dispositif a été réalisé en 2007,.
En 2013, la commune comptait 281 habitants, en évolution de 0 % par rapport à 2008 (Eure : +2,66 %, France hors Mayotte : +2,49 %).
| 1793 | 1800 | 1806 | 1821 | 1831 | 1836 | 1841 | 1846 | 1851 |
| ---- | ---- | ---- | ---- | ---- | ---- | ---- | ---- | ---- |
| 361  | 361  | 378  | 386  | 447  | 413  | 410  | 428  | 425  |

| 1856 | 1861 | 1866 | 1872 | 1876 | 1881 | 1886 | 1891 | 1896 |
| ---- | ---- | ---- | ---- | ---- | ---- | ---- | ---- | ---- |
| 376  | 352  | 336  | 320  | 296  | 257  | 218  | 239  | 243  |

| 1901 | 1906 | 1911 | 1921 | 1926 | 1931 | 1936 | 1946 | 1954 |
| ---- | ---- | ---- | ---- | ---- | ---- | ---- | ---- | ---- |
| 233  | 228  | 190  | 144  | 154  | 117  | 118  | 147  | 155  |

| 1962 | 1968 | 1975 | 1982 | 1990 | 1999 | 2007 | 2012 | 2013 |
| ---- | ---- | ---- | ---- | ---- | ---- | ---- | ---- | ---- |
| 147  | 140  | 221  | 322  | 320  | 308  | 279  | 283  | 281  |

## Lieux et monuments
- Église Saint-Amand, rue de Tourville[10].